# Jacek Poniński
Jacek Poniński (ur. 18 kwietnia 1961) – polski aktor.

## Filmografia
- Boża podszewka (1997), jako Rosjanin
- Czas honoru (2013) (odc. 74)

## Wybrane role teatralne
- Jaś i Małgosia. Bajka znana – przepisana – Piotr Tomaszuk, jako Technik wiewiórka, reżyseria Piotr Tomaszuk (premiera 2009)
- Słowik – František Pavlíček, jako Pierwszy mandaryn, reżyseria Ewelina Pietrowiak (premiera 2008)
- Chłopiec i szczęście – Singer I.B., Neuvirthova V., jako Kamtsan i Dowódca, reżyseria Stanisław Ochmański (premiera 1997)
- Wysocki, czyli zerwany lot – Marina Vlady, reżyseria Szczepan Szczykno, jako Włodzimierz Wysocki (premiera 2006), Teatr na Wagance Warszawa

Od roku 1995 aktor Teatru Lalek i Aktora Guliwer w Warszawie.